# El retorno de los brujos
El retorno de los brujos (Le Matin des Magiciens, en francés) es el título de un libro publicado en 1960, subtitulado Una introducción al realismo fantástico. Escrito por Louis Pauwels, en colaboración con Jacques Bergier, trataba temas entonces novedosos: fenómenos parapsicológicos, civilizaciones desaparecidas, el esoterismo y su conexión con el nazismo y otros. Pretendía dar comienzo a una nueva revolución cultural y levantó una gran expectativa. Fue objeto de críticas tanto elogiosas como demoledoras. En los años 1960 y 1970, se vendieron más de 2 millones de ejemplares en francés y en otros idiomas, y la primera traducción al español se publicó en 1961.
En ese mismo año, el éxito de El retorno de los brujos llevó a Pauwels y Bergier a editar una revista mensual sobre los mismos temas, llamada Planète, de cuyo primer número se publicaron 5 mil ejemplares y tuvo cinco reediciones. En el momento de mayor venta, cada número sobrepasaba los 100 mil. No obstante el éxito inicial, la revista dejó de publicarse en 1968.

## Gestación del libro
En 1953, un amigo común puso en contacto a Jacques Bergier con Louis Pauwels, periodista y escritor humanista de tendencias místicas. Aunque aparentemente no tenían mucho en común, pronto surgió la amistad, y de ahí el proyecto de un libro en colaboración. Inicialmente, la idea de Pauwels era escribir sobre la historia y la realidad de las sociedades secretas, pero Bergier lo convenció para ampliar los contenidos. Trabajaron juntos durante varios años. El material de trabajo (libros, datos, casos) era proporcionado por Bergier y la redacción final correspondía a Pauwels. El resultado final fue El retorno de los brujos, subtitulado Una introducción al realismo fantástico, que fue publicado por Gallimard en 1960.

## Temática
Estos son algunos de los temas tratados en la obra:
- La alquimia. Enlazando con una crítica del positivismo y del reduccionismo cientifista heredados del siglo XIX, los autores exponen el procedimiento alquímico como muestra de un saber técnico alternativo pero no forzosamente opuesto a la ciencia moderna.

- Las civilizaciones desaparecidas. Inspirándose en las recopilaciones de hechos extraños de Charles Fort (al que califican como «Rabelais cósmico»), Bergier y Pauwels consideran la posibilidad de que otras civilizaciones hayan florecido sobre la Tierra y que se hayan extinguido antes de nacer la nuestra, y enumeran indicios que con el tiempo se han convertido en tópicos: las pirámides egipcias, la Isla de Pascua, las líneas de Nazca, el mapa de Piri Reis, diversos textos hindúes, etcétera.

- Nazismo y esoterismo. La tesis de los autores sobre la Alemania nazi es que sólo una transformación radical de la base cultural y moral permite explicar lo inexplicable, el crimen y el desastre absolutos. «En el país de Einstein y de Planck», escriben, «se empieza a profesar una “física aria”. En el país de Humboldt y de Haeckel, se empieza a hablar de razas. Nosotros pensamos que tales fenómenos no se explican por la inflación económica.» Bergier y Pauwels detallan la vinculación de la cúpula nacionalsocialista a cultos esotéricos, así como la creencia en mitologías y cosmogonías aberrantes que en determinado momento se convierten en la ciencia oficial. Las primeras páginas de El pueblo blanco de Arthur Machen, donde éste distingue el mal absoluto de las pequeñas, banales maldades castigadas por el código penal, les sirve para ilustrar su posición. Machen, por cierto, estaba afiliado a la Golden Dawn, una sociedad iniciática como la masonería y el rosacrucismo.

- La parapsicología. Quizá uno de los pasajes más célebres del libro es el que relata un experimento telepático supuestamente organizado por la Marina de los Estados Unidos en 1958: a lo largo de varias sesiones, un sujeto a bordo del submarino atómico ‘’Nautilus’’ habría intentado adivinar qué cartas sacaba al azar un aparato mecánico situado en una base en tierra firme. El porcentaje de logros habría superado con creces lo estadísticamente «normal».

## Propósito e influencias
Los autores sugieren que la realidad podría ser mucho más compleja de lo que suponen las ciencias y que la percepción de los hechos, así como las opiniones podrían estar sesgados por los estándares convencionales establecidos, implícitos en el sentido común. Lo que se suele tildar de falso, anormal o «fantástico» podría ser simplemente lo que no cabe en la manera común de ver las cosas. Bergier y Pauwels proponen que el lector se libere de prejuicios y observe los hechos: «No nos lo creemos todo,» escribieron, «pero creemos que todo debe ser examinado.»
Lo fantástico sería entonces lo que queda tras el velo de las apariencias del sentido común y el saber oficial. El «realismo fantástico» era para sus promotores una suerte de realismo superior o superrealismo, una síntesis integradora de poesía y ciencia capaz de desvelar visiones nuevas e importantes que hasta ahora se ocultaban en las sombras.
En las páginas de El retorno de los brujos se citan autores científicos como el biólogo J.B.S. Haldane o el paleontólogo jesuita Teilhard de Chardin y escritores de ficciones como Arthur C. Clarke, Arthur Machen, H.P. Lovecraft, Jorge Luis Borges o Gustav Meyrink.
Bergier fue un personaje notorio en la cultura francesa de los años 1960 y llegó a ser representado por Hergé en el álbum de Tintín Vuelo 714 para Sídney, cuyo personaje Ezdanitoff, director de la revista Comète, es contactado como vocero por los extraterrestres.
La obra de Bergier y Pauwels dio origen al efímero movimiento del realismo fantástico y a las especulaciones pseudocientíficas de la hipótesis de los antiguos astronautas.

## Crítica
El éxito del libro provocó una ola editorial que ayudó a popularizar ciertos temas hasta entonces marginales. Al momento de su lanzamiento tuvo críticas favorables por parte de personalidades como el sociólogo Edgar Morin, quien publicó artículos elogiosos en Le Monde, y reacciones contrarias, resumidas por la Unión Racionalista en la obra colectiva "El ocaso de los brujos" (Le Crépuscule des magiciens).
El historiador Stéphane François acusa a la obra de haber jugado un papel nada despreciable en la propagación del “mito de las relaciones entre el nacionalsocialismo y el mundo de los ocultistas" e incluso de inventar mitos y supuestas tradiciones "inventadas desde el principio al fin".
En un artículo de 2004 para la revista Skeptic, Jason Colavito escribió que las evidencias alegadas en el libro acerca de  antiguos astronautas, anteriores a las afirmaciones similares de Erich von Däniken, están tan cerca de los cuentos del ciclo de Cthulhu de H. P. Lovecraft que es probable que se inspiraran en ellos.